# Xavier Domingo
Xavier Domingo Alavedra (Barcelona, 1929 — ibíd., 12 de mayo de 1996) fue un periodista, escritor y gastrónomo español.

## Biografía
Periodista de difícil encuadre, hombre sarcástico, gran conocedor de la gastronomía y con un marcado sentido del humor, fue reportero de la Agencia France Press los años que vivió en París (1954-1976). Regresó a España y se estableció en Madrid, formando parte del grupo de periodistas que se incorporaron a los proyectos de Ricardo Utrilla y Juan Tomás de Salas en el Grupo 16. Así, fue colaborador habitual de Cambio 16 durante la Transición democrática, ocupándose de grandes reportajes y artículos de opinión. Después de estableció en su ciudad natal, creando en 1986 la publicación Setze, suplemento en catalán de Cambio 16. Fundó Set dies, un suplemento que se incorporó al diario El Observador de la Actualidad y, más tarde, trabajó en El Mundo. Con la Editorial Tusquets dirigió en la década de 1980 la colección de obras Los 5 sentidos.
El periodista y crítico gastronómico fue galardonado con el tambor de oro en San Sebastián en 1981. Dos años, más tarde, el pleno del ayuntamiento decidió quitarle el galardón a raíz de cierto artículo polémico referido al País Vasco que sentó muy mal entre los partidos nacionalistas vascos.En 1985, firma una petición a favor del armamento por los Estados Unidos de los Contras, grupos paramilitares de extrema derecha en Nicaragua.

## Obras
Durante su estancia en Francia, publicó tres novelas y dos ensayos; en España sus obras se centraron sobre todo en ensayos sobre gastronomía. La mayoría de sus obras han sido traducidas a varios idiomas.
| Novelas - Villa Milo, 1961. - La veuve andalouse, 1972. - Le rêve de la raison, 1984. - El desnudo seductor, 1989. Ensayos - L´érotique de l´Espagne, 1970. - La Paella des gogos, Paris, éditions Balland, 1971. - Le sceptre et la bombe, 1970. - Cuando sólo nos queda la comida, 1980. | [...] Ensayos - El vino, trago a trago, 1980. - Madrid, plano gastronómico, 1980. - La mesa del Buscón, 1981. - Jabalí, 1983. - De la olla al mole, 1984 - El dinero del Opus es nuestro. Colaboraciones - Cantos del inocente (con Joan Miró) |